# Otto Pelzelmayer
Otto Pelzelmayer (* 24. April 1914; † 19. Februar 1999) war ein österreichischer Politiker (ÖVP) und Wiener Stadtrat.
Pelzelmayer trat nach seiner Rückkehr aus der Kriegsgefangenschaft nach dem Zweiten Weltkrieg in den Dienst der Landesparteileitung der Österreichischen Volkspartei ein und wurde 1958 Landessekretär des Wirtschaftsbundes. Pelzelmayer wurde im Zuge der Landtags- und Gemeinderatswahl 1964 als Vertreter Währings in den Landtag und Gemeinderat gewählt und am 25. Oktober 1964 angelobt. Er gehörte bis zum 30. November 1983 dem Landtag und Gemeinderat an. Pelzelmayer wurde am 29. Jänner 1971 als Nachfolger Pius Michael Prutscher in den Wiener Stadtsenat und die Wiener Landesregierung gewählt und übernahm als Stadtrat das Ressort für Wirtschaftsangelegenheiten. Pelzelmayer gehörte den Landesregierungen Slavik und Gratz I an und schied im November 1973 aus der Landesregierung aus.
Nach seinem Tod wurde Pelzelmayer auf dem Neustifter Friedhof bestattet.